# Alex Alves Cardoso
Alex Alves Cardoso, meglio noto come Alex Alves (Assis Chateaubriand, 25 agosto 1992), è un calciatore brasiliano, difensore svincolato.

## Carriera
Nato ad Assis Chateaubriand, nel Paraná, Alex Alves è un prodotto delle giovanili del Paraná. Ha esordito in prima squadra il 19 maggio 2012, partendo da titolare nel pareggio casalingo per 1-1 contro il Guarani nel Campeonato Brasileiro Série B.
Realizza la sua prima rete il 7 luglio successivo, nella vittoria in casa per 2-0 contro il Boa Esporte. Al termine della stagione colleziona 32 presenze e 4 reti in campionato, dove il Paraná chiude al 10º posto.
Il 7 febbraio 2014 firma un contratto triennale con il Goiás. Il 4 maggio successivo esordisce nella Série A brasiliana, nella vittoria in trasferta per 1-0 contro l'Atlético Mineiro, e giocando l'intera partita da titolare.
Il 23 maggio 2014, realizza la sua prima rete nella massima serie brasiliana, andando a segno nel pareggio casalingo per 2-2 contro il Santos.

## Statistiche

### Presenze e reti nei club
Statistiche aggiornate all'11 agosto 2021.
| Stagione           | Squadra            | Campionato         | Campionato | Campionato | Coppe nazionali | Coppe nazionali | Coppe nazionali | Coppe continentali | Coppe continentali | Coppe continentali | Altre coppe | Altre coppe | Altre coppe | Totale | Totale |
| Stagione           | Squadra            | Comp               | Pres       | Reti       | Comp            | Pres            | Reti            | Comp               | Pres               | Reti               | Comp        | Pres        | Reti        | Pres   | Reti   |
| ------------------ | ------------------ | ------------------ | ---------- | ---------- | --------------- | --------------- | --------------- | ------------------ | ------------------ | ------------------ | ----------- | ----------- | ----------- | ------ | ------ |
| 2012               | Paraná             | B                  | 32         | 4          | CB              | 6               | 0               |                    | -                  | -                  |             | -           | -           | 38     | 4      |
| 2013               | Paraná             | A1/PR+B            | 19+20      | 0          | CB              | 2               | 0               |                    | -                  | -                  |             | -           | -           | 41     | 0      |
| 2014               | Paraná             | A1/PR              | 3          | 0          |                 | -               | -               |                    | -                  | -                  |             | -           | -           | 3      | 0      |
| Totale Paraná      | Totale Paraná      | Totale Paraná      | 74         | 4          |                 | 8               | 0               |                    | -                  | -                  |             | -           | -           | 82     | 4      |
| 2014               | Goiás              | PD/GO+A            | 1+10       | 0+1        |                 | -               | -               |                    | -                  | -                  |             | -           | -           | 11     | 1      |
| 2015               | Goiás              | PD/GO+A            | 14+17      | 0          | CB              | 5               | 1               | CS                 | 1                  | 0                  |             | -           | -           | 37     | 1      |
| 2016               | Goiás              | PD/GO+B            | 3+19       | 0          |                 | -               | -               |                    | -                  | -                  |             | -           | -           | 22     | 0      |
| 2017               | Goiás              | PD/GO+B            | 4+34       | 0+5        |                 | -               | -               |                    | -                  | -                  |             | -           | -           | 38     | 5      |
| Totale Goiás       | Totale Goiás       | Totale Goiás       | 102        | 6          |                 | 5               | 1               |                    | 1                  | 0                  |             | -           | -           | 108    | 7      |
| 2018               | Coritiba           | A1/PR+B            | 2+20       | 0          |                 | -               | -               |                    | -                  | -                  |             | -           | -           | 22     | 0      |
| 2019               | Coritiba           | A1/PR              | 3          | 0          |                 | -               | -               |                    | -                  | -                  |             | -           | -           | 3      | 0      |
| Totale Coritiba    | Totale Coritiba    | Totale Coritiba    | 25         | 0          |                 | -               | -               |                    | -                  | -                  |             | -           | -           | 25     | 0      |
| 2020               | Boa Esporte        | C                  | 10         | 1          |                 | -               | -               |                    | -                  | -                  |             | -           | -           | 10     | 1      |
| 2021               | Boa Esporte        | M1/MG              | 9          | 0          |                 | -               | -               |                    | -                  | -                  |             | -           | -           | 9      | 0      |
| Totale Boa Esporte | Totale Boa Esporte | Totale Boa Esporte | 19         | 1          |                 | -               | -               |                    | -                  | -                  |             | -           | -           | 19     | 1      |
| Totale carriera    | Totale carriera    | Totale carriera    | 220        | 11         |                 | 13              | 1               |                    | 1                  | 0                  |             | -           | -           | 234    | 12     |

## Palmarès

### Club

#### Competizioni statali
- Campionato Goiano: 3

Goiás: 2015, 2016, 2017